# Розалінд Франклін (марсохід)

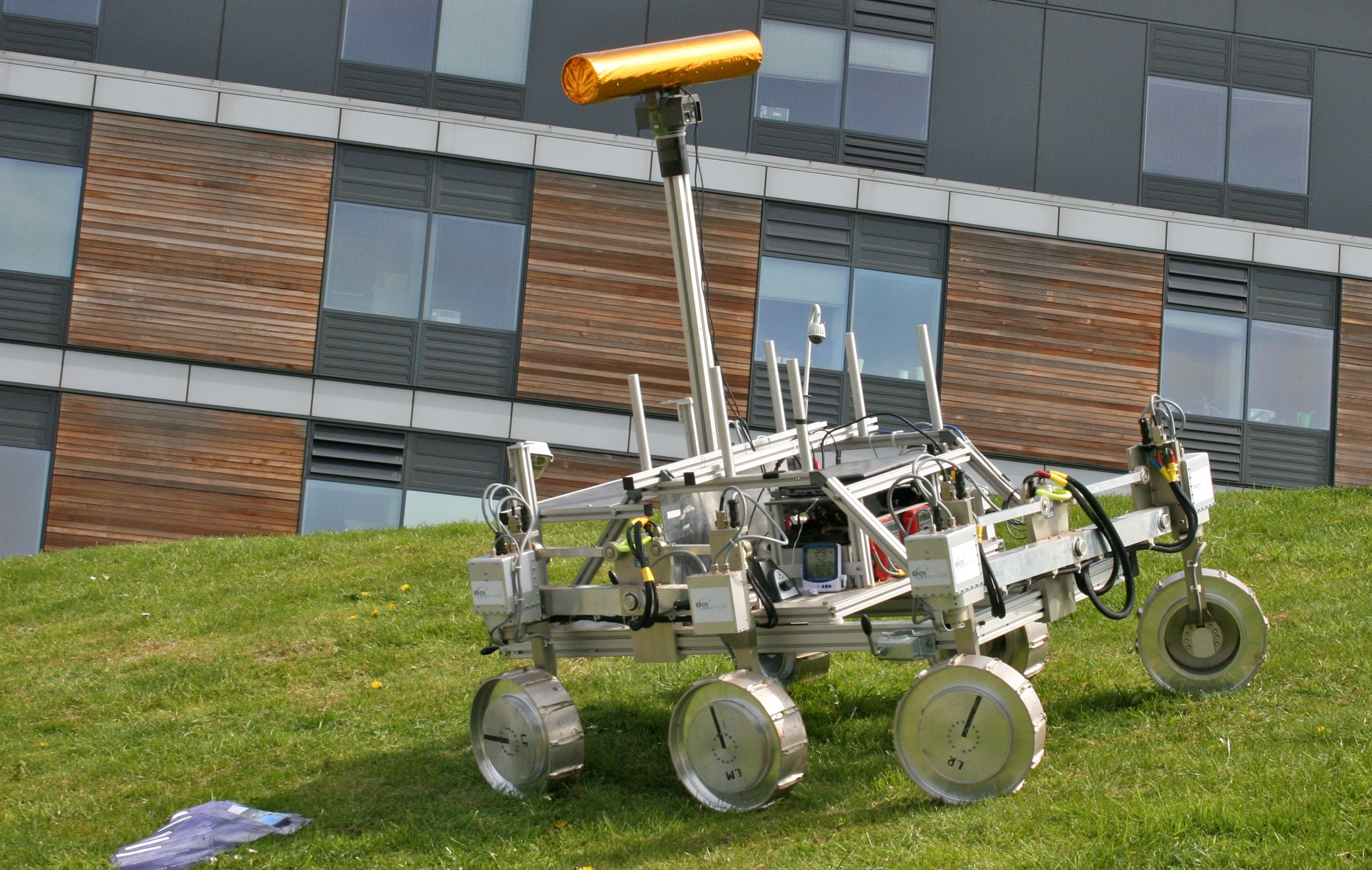
Прототип ровера ExoMars станом на 2016 рік.

Розалінд Франклін (попередня назва Марсохід ExoMars) — проєкт марсоходу, частина міжнародної програми ЕкзоМарс під керівництвом Європейського космічного агентства і Роскосмосу.
План місії передбачає використання російської ракети-носія, транспортний модуль ЄКА і російський спускний модуль Казачок, який доправить марсохід до поверхні,запуск заплановано на вересень 2022. Якщо ровер безпечно здійснить приземлення, він розпочне семимісячну місію (218 солів) у пошуку ознак життя на Марсі. ExoMars Trace Gas Orbiter, запущений у 2016 році слугуватиме передавачем наукових даних.
Російське вторгнення в Україну в 2022 році спричинило призупинення програми принаймні до 2024 року, оскільки країни-члени ЄКА проголосували за припинення спільної з Росією місії.